# Munkedals kapell
Munkedals kapell var en kyrkobyggnad i Munkedals kommun som dekonsekrerades 2010 och såldes till en privatperson. Den var församlingskyrka i Foss församling, Göteborgs stift.

## Kyrkobyggnaden
Kapellet uppfördes efter ritningar av arkitekt Bror Almqvist och invigdes 3 december 1939. Byggandet av kapellet finansierades främst med gåvor och med Munkedals AB (nuvarande Arctic Paper) som största bidragsgivare.
Byggnaden har en stomme av tegel och består av långhus med ett smalare rakt kor i öster samt torn i väster. I tornets bottenvåning finns vapenhus med ingång. Norr om koret finns en sakristia. Ytterväggarna är slätputsade och målade i ljust gulvitt. Alla takfall är täckta med kopparplåt. Byggnaden vilar på en sockel av tuktad granit som är relativt hög i öster.

## Inventarier
När byggnaden användes som kapell fanns följande inventarier:
- Smal dopfunt av skulpterat trä med rundad cuppa är signerad "JL 1940".
- Tredelat altarskåp.
- Predikstol med ingång genom muren från sakristian.
- Orgeln är byggd 1966 av Grönvalls orgelbyggeri i Lilla Edet.